# Верлак, Бернар
Бернар Верлак (фр. Bernard Verlhac; 21 августа 1957, Париж — 7 января 2015, там же) — французский карикатурист. Сотрудник парижского сатирического журнала «Charlie Hebdo».

## Биография
Известен под псевдонимом «Тиньюс» (фр. Tignous). Наравне с «Charlie Hebdo» являлся художником новостного журнала «Marianne» и ежемесячного издания «Fluide Glacial».

## Гибель
Убит в результате стрельбы в парижской штаб-квартире Charlie Hebdo 7 января 2015 года.

## Работы
- 1991: On s'énerve pour un rien, издание La découverte
- 1999: Tas de riches, издание Denoël
- 2006: Le Sport dans le sang, издание Emma Flore
- 2008: C’est la faute à la société, издание 12 bis
- 2008: Le Procès Colonna, издание 12 bis
- 2010: Pandas dans la brumes, издание Glénat
- 2010: Le Fric c’est capital, издание 12 bis
- 2011: Cinq ans sous Sarkozy, издание 12 bis

## Другие работы
- Январь 1984: Иллюстрации для игрового журнала Jeux et Stratégie[фр.]
- Январь 1985: Иллюстрации для ролевой игры Rêve de Dragon[фр.]
- 2002 : Иллюстрации Corvée de bois, издание Liber Niger
- 2002 : Иллюстрации Lettres d'insulte, издание Le Cherche-midi
- 2006 : Совместная коллекция Mozart qu'on assassine